# 르노트럭
르노트럭(영어: Renault Trucks, 프랑스어: Renault Trucks SAS) 은 프랑스의 자동차 메이커이다. 이 회사의 계열사로 일본의 UD트럭을 비롯해 스웨덴의 볼보트럭과 미국의 맥 트럭이 있다.

## 역사
본래 사비엠과 베를리에란 자동차 메이커가 별도로 존재 했으나 1978년에 두 회사 간에 합병과 동시에 설립이 되었다. 1990년에 미국의 트럭 제조 업체인 맥 트럭을 인수 되었다가 2001년에 맥 트럭과 함께 볼보트럭에 인수, 자회사로 편입되었다.

## 사진

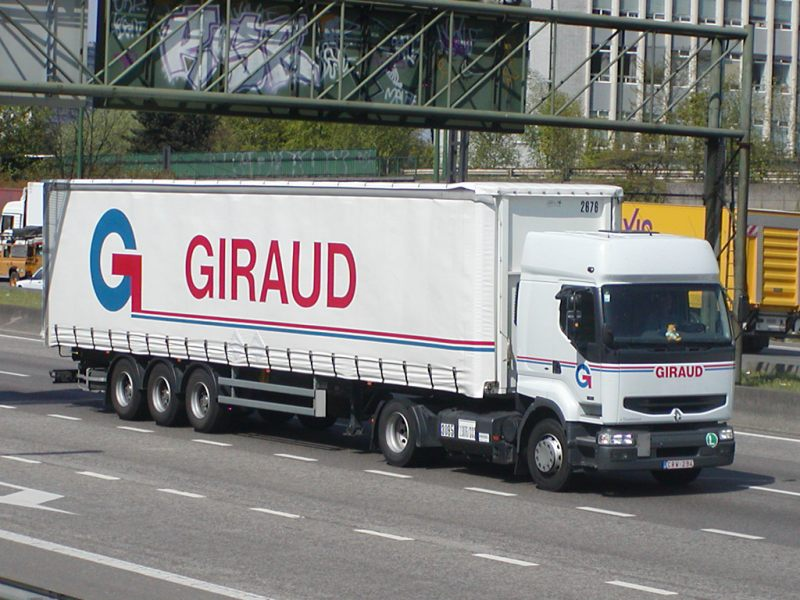
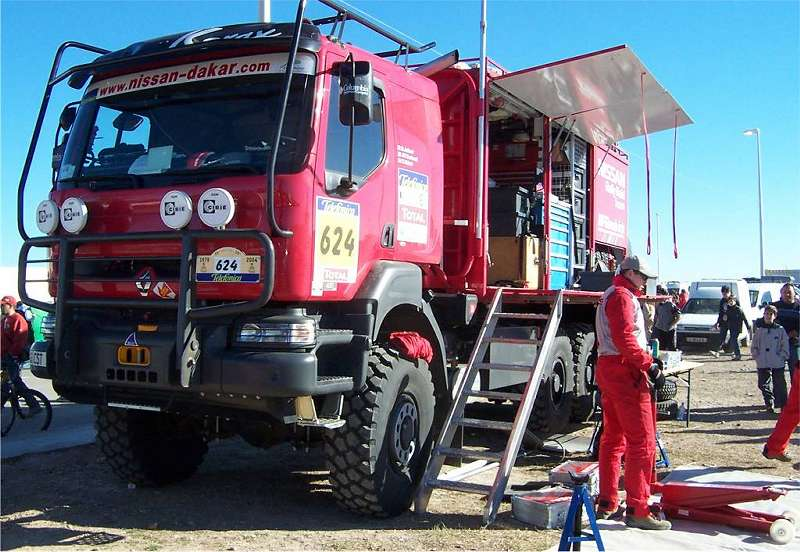
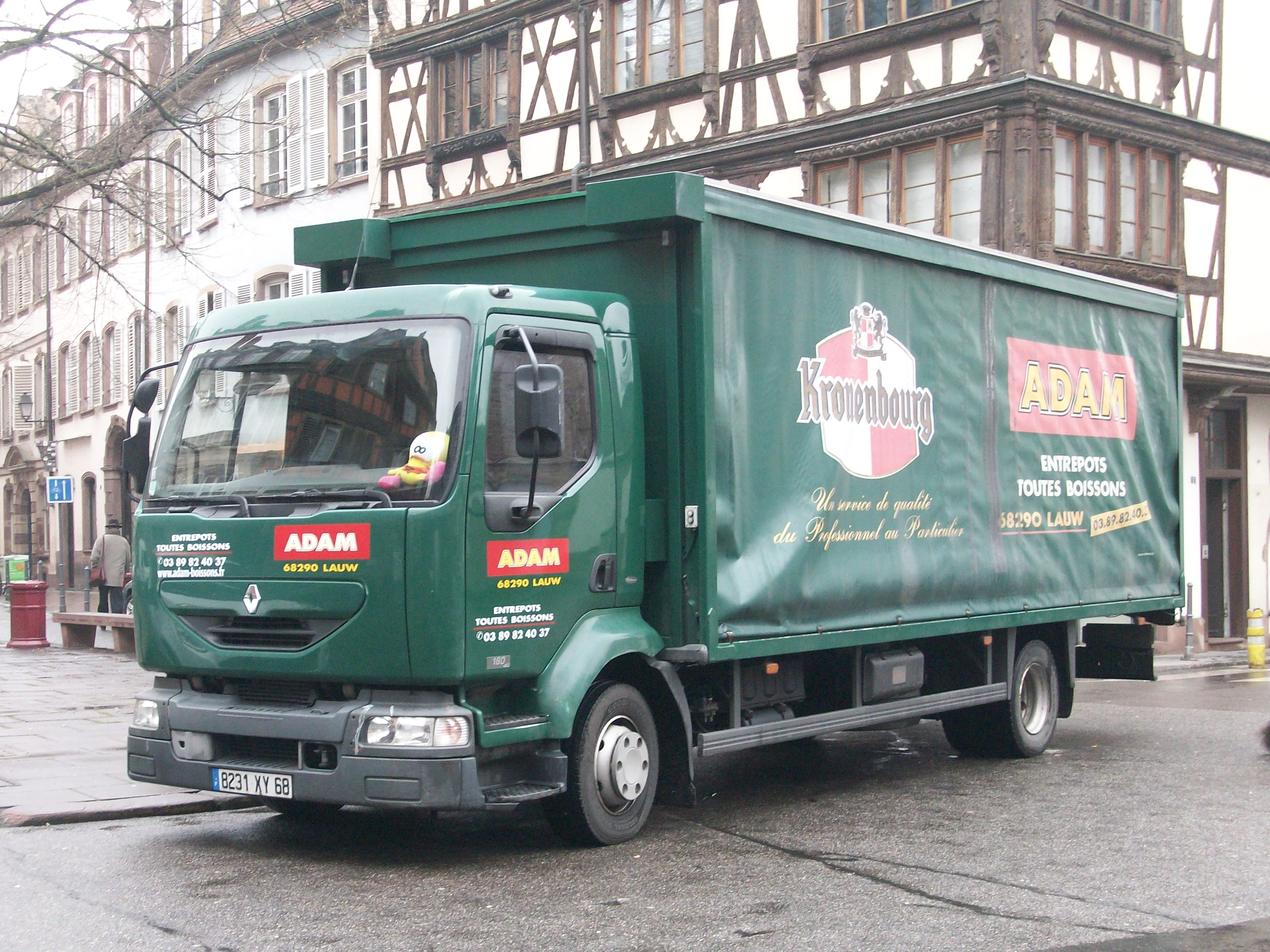
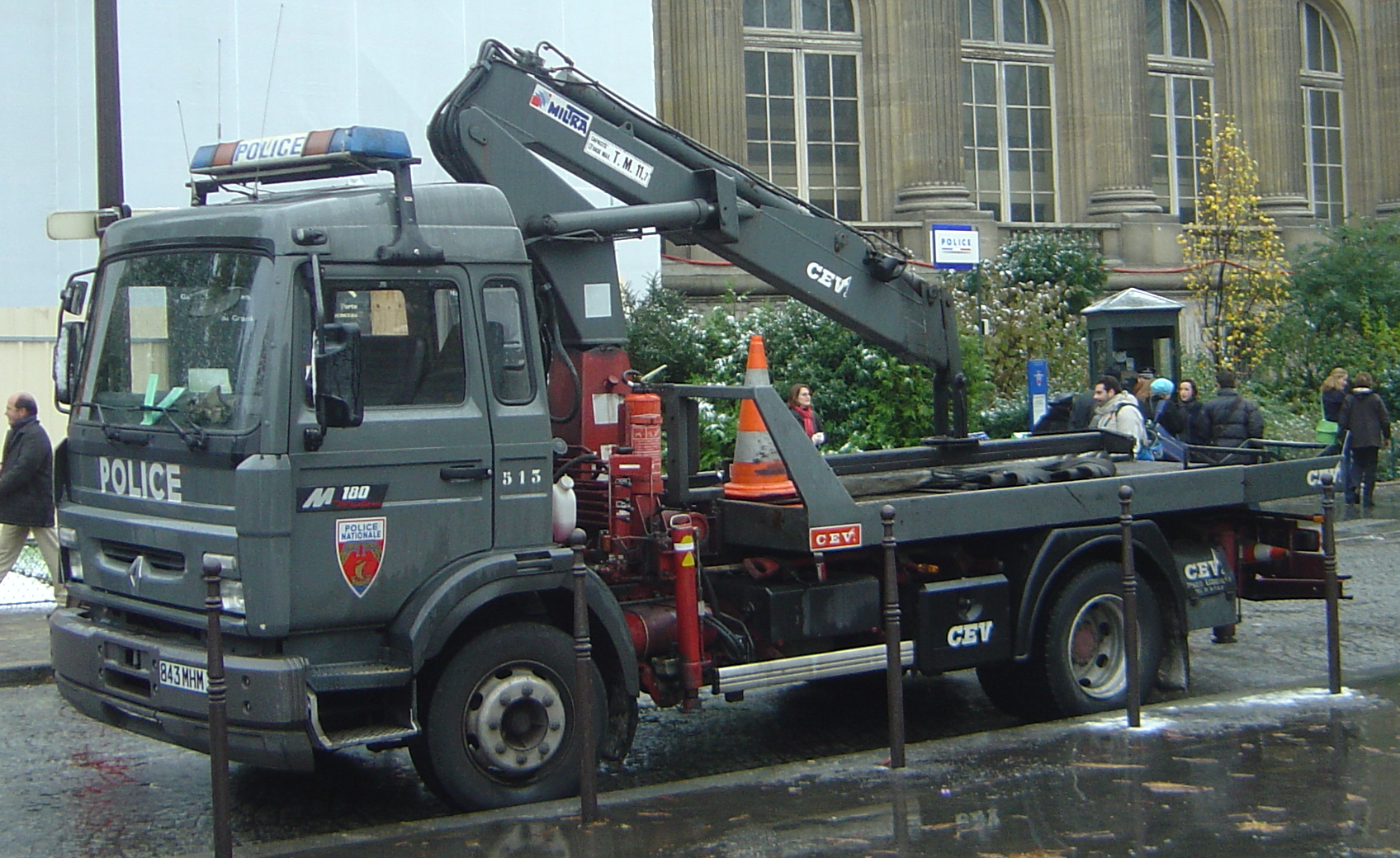
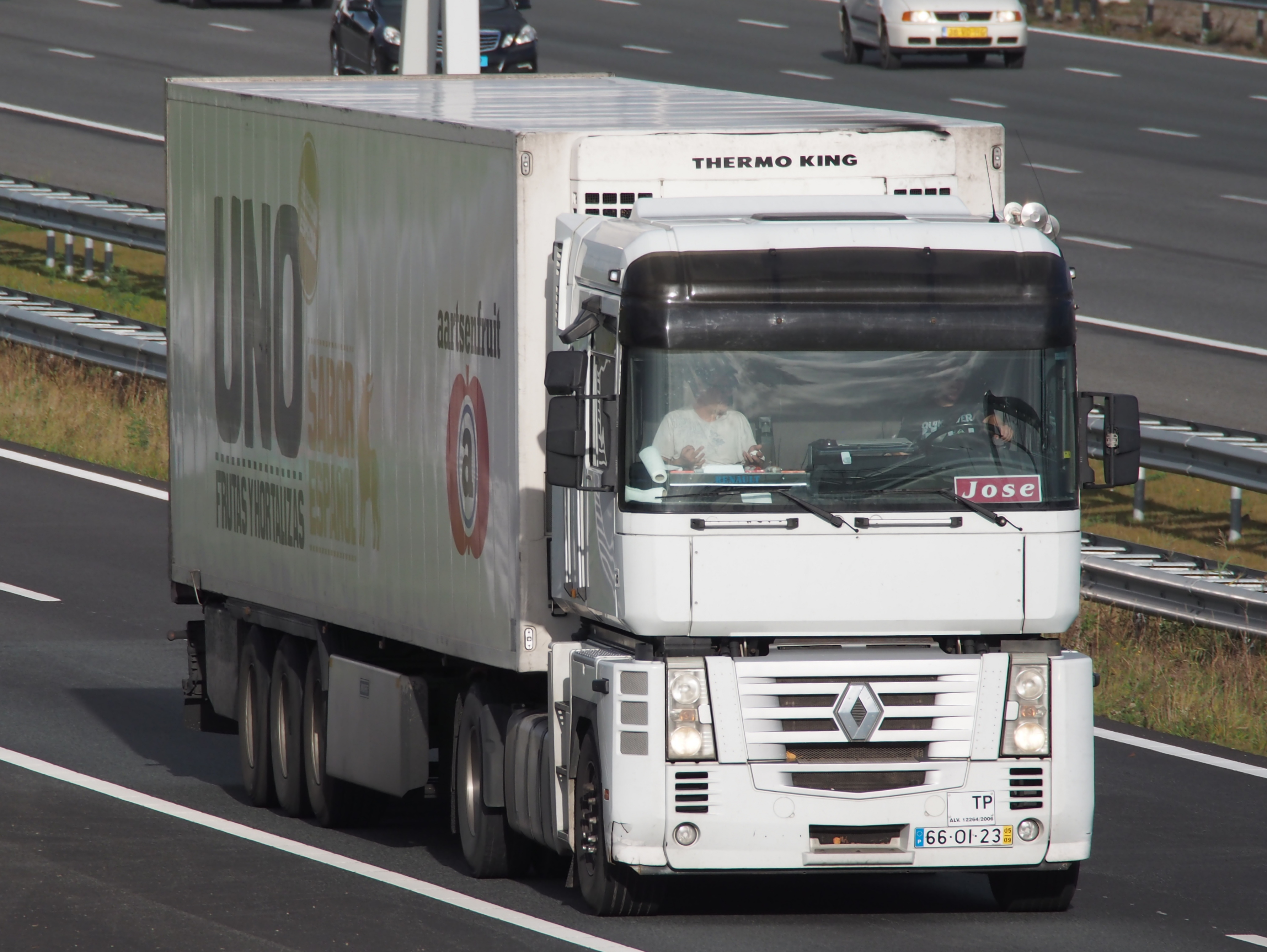

## 생산 차종

### 현재 생산차종
트럭
- 르노 마스터[5]
- 르노 맥시티
- 르노 트럭 D
- 르노 트럭 C
- 르노 트럭 K
- 르노 트럭 T

군용 차량
- 르노 셰르파 2

### 과거 생산차량
트럭
- 닷지 100 "코만도"
- 닷지 300 시리즈
- 닷지 50 시리즈
- 르노 B (메신저)
- 르노 C
- 르노 G (매니저/맥스터)
- 르노 J
- 르노 M/르노 S (미드라이너)
- 르노 R (매니저)
- 르노 마스코트
- 르노 매그넘
- 르노 매그넘 배가
- 르노 미드럼
- 르노 엑세스[6]
- 르노 케락스
- 르노 펀처
- 르노 프리미엄 랜더
- 르노 프리미엄 루트
- 르노 프리미엄

버스
- 르노 PR180
- 르노 PR100
- 르노 PR112
- 르노 R312
- 르노 SC10[7]
- 르노 레크레오
- 르노 트레이서

코치
- 르노 PR14
- 르노 PR80S
- 르노 S-시리즈[8]
- 르노 E7
- 르노 FR1

트롤리버스
- 르노 치비스
- 르노 ER100
- 르노 PER180